# Liste der Abgeordneten zum Krainer Landtag (VI. Gesetzgebungsperiode)
Diese Liste der Abgeordneten zum Krainer Landtag (VI. Gesetzgebungsperiode) listet alle Abgeordneten zum Krainer Landtag des Kronlandes Krain in der VI. Gesetzgebungsperiode auf. Die Gesetzgebungsperiode umfasste die Jahre 1878 bis 1883.

## Wahlen und Sessionen
Der Krainer Landtag der V. Gesetzgebungsperiode war mit dem Kaiserlichen Patent vom 19. Mai 1877 aufgelöst worden. Die Wahlen für den neuen Landtag fanden am 7. Juli 1877 (Kurie der Landgemeinden), 10. Juli 1877 (Kurie der Industrie- und Handelskammer bzw. der Städte und Märkte) sowie am 14. Juli 1877 (Kurie der Großgrundbesitzer) statt. Die erste Einberufung des Landtags erfolgte jedoch erst am 12. September 1878. Mit einem weiteren Kaiserlichen Patent wurde der Landtag am 11. Mai 1883 aufgelöst.

## Landtagsabgeordnete
Der Landtag umfasste 37 Abgeordnete. Dem Landtag gehörten dabei 10 Vertreter des Großgrundbesitzes, 2 Vertreter der Handels- und Gewerbekammer Laibach, 8 Vertreter der Städte und 16 Vertreter der Landgemeinden an. Hinzu kam die Virilstimme des Bischofs von Laibach.
Die Tabelle enthält im Einzelnen folgende Informationen:
| Name:        | Name des Abgeordneten |
| Wahlklasse:  | Die dem Klassenwahlrecht entsprechende Wahlklasse bzw. Kurie: I. Wahlklasse = Virilstimme (Bischof von Laibach); II: Adelige des Großen Grundbesitzes; III: Handels- und Gewerbekammer; IV: Zensuswahlklasse unterteilt nach Städten/Orten bzw. Landgemeinden; |
| Region:      | Die im Wahlbezirk enthaltenen Städte bzw. Gerichtsbezirke (Landgemeindewahlbezirke) |
| Anmerkungen: | Veränderungen während der Periode durch Tod, Mandatsverzicht oder spätere Angelobung |

| Name                            | Wahlklasse                 | Region                         | Anmerkung                                                         |
| ------------------------------- | -------------------------- | ------------------------------ | ----------------------------------------------------------------- |
| Apfalren Otto von               | Großgrundbesitz            |                                |                                                                   |
| Barbo Josef Emanuel             | Landgemeinden              | Treffen, Sittich etc.          | am 23. November 1879 verstorben                                   |
| Blagay Ludwig                   | Großgrundbesitz            |                                |                                                                   |
| Bleiweis Janez                  | Landgemeinden              | Laibach                        | bis zu seinem Tod am 29. November 1881                            |
| Bleiweis Karel                  | Landgemeinden              | Laibach                        |                                                                   |
| Deschmann Karl                  | Großgrundbesitz            |                                |                                                                   |
| Detela Oton                     | Landgemeinden              | Krainburg, Neumarktl, Lak      |                                                                   |
| Dev Edvard                      | Städte und Märkte          | Oberlaibach, Laas, Adelsberg   |                                                                   |
| Dollhof Viljem                  | Landgemeinden              | Gottschee, Reifnitz etc.       |                                                                   |
| Dreo Alexander                  | Handels- und Gewerbekammer |                                |                                                                   |
| Gariboldi Anton                 | Städte und Märkte          | Idra                           |                                                                   |
| Grasselli Peter                 | Landgemeinden              | Treffen, Sittich etc.          | am 14. Mai 1880 gewählt                                           |
| Gutmannsthal-Benvenutti Ludwig  | Großgrundbesitz            |                                | ab 29. März 1879                                                  |
| Hotschevar Martin               | Städte und Märkte          | Rudolfswerth etc.              |                                                                   |
| Kaltenegger-Riedhorst Friedrich | Städte und Märkte          | Laibach                        |                                                                   |
| Kecel Janez                     | Städte und Märkte          | Stein, Radmannsdorf, Neumarktl |                                                                   |
| Klun Karel                      | Landgemeinden              | Krainburg, Neumarktl, Lak      |                                                                   |
| Koblar Alojzij                  | Landgemeinden              | Treffen, Sittich etc.          |                                                                   |
| Langer von Podgoro Franz Viktor | Großgrundbesitz            |                                |                                                                   |
| Laschan Anton                   | Großgrundbesitz            |                                |                                                                   |
| Lavrenčič Matej                 | Landgemeinden              | Wippach und Idra               |                                                                   |
| Ledenig Julius                  | Städte und Märkte          | Gottschee, Reifnitz            |                                                                   |
| Luckmann Karl                   | Großgrundbesitz            |                                |                                                                   |
| Navratil Anton                  | Landgemeinden              | Cernembl, Möttling             |                                                                   |
| Pakiž Primož                    | Landgemeinden              | Gottschee, Reifnitz etc.       |                                                                   |
| Pogačar Janez Zlatoust          | Virilstimme                |                                |                                                                   |
| Poklukar Josip                  | Landgemeinden              | Radmannsdorf, Kronau etc.      |                                                                   |
| Potočnik Franc                  | Landgemeinden              | Treffen, Sittich etc.          |                                                                   |
| Robić Luka                      | Landgemeinden              | Laibach                        | ab 22. August 1882                                                |
| Savinschegg Josef Emanuel       | Großgrundbesitz            |                                | bis 1882                                                          |
| Šavnik Karel                    | Städte und Märkte          | Krainburg, Lak                 |                                                                   |
| Schaffer Adolf                  | Handels- und Gewerbekammer |                                |                                                                   |
| Schrey-Redlwerth Robert         | Städte und Märkte          | Laibach                        |                                                                   |
| Svetec Luka                     | Landgemeinden              | Stein, Egg                     |                                                                   |
| Taufferer Beno                  | Großgrundbesitz            |                                |                                                                   |
| Thurn-Valsassina Gustav         | Großgrundbesitz            |                                |                                                                   |
| Vesteneck Julius Franz          | Großgrundbesitz            |                                | Mandatsverzicht am 2. Februar 1879, wiedergewählt am 25. Mai 1880 |
| Viljem Pfeifer                  | Landgemeinden              | Rudolfswerth, Landstraß etc.   |                                                                   |
| Vošnjak Josip                   | Landgemeinden              | Adelsberg, Planina etc.        |                                                                   |
| Zarnik Valentin                 | Landgemeinden              | Adelsberg, Planina etc.        |                                                                   |